# Amblyseius riodecei
Amblyseius riodecei är en spindeldjursart som beskrevs av E.M. El-Banhawy 1984. Amblyseius riodecei ingår i släktet Amblyseius och familjen Phytoseiidae. Inga underarter finns listade i Catalogue of Life.